# Kamerunästuar
Kamerunästuar (engl. Wouri estuary, auch Cameroon estuary) bezeichnet einen Ästuar in Kamerun.

## Lage
Es handelt sich um die Mündung des Wouri die zusammen mit mehreren Zuflüssen bei Douala zu einer „sechslappigen Bucht“ übergeht. Er liegt in der Region der Bucht von Biafra, die seit 1970 den Namen Bucht von Bonny trägt. Die Bezeichnung ist in zeitgenössischer Literatur zu Deutschen Schutzgebieten in Afrika gebräuchlich.

## Schutzgebiete
Die Ostseite der Mündungsbucht begrenzt das Douala-Edea Wildlife Reserve und der Südosten das Mouanko reserve. Das Wuri Ästuar ist bekannt für seine ausgedehnten Mangrovenwälder und Sumpflandschaften.

## Geschichte
Die Mündungslagune des Wouri spielte bei der Kolonialisierung Kameruns eine wichtige Rolle. Sie stellt einen geschützten Naturhafen dar und war der Zugang zum Landesinneren.